# Any (singolo)
Any è un brano musicale del gruppo musicale giapponese Mr. Children, pubblicato come loro ventitreesimo singolo il 10 luglio 2002, ed incluso nell'album Shifuku no Oto. Il singolo ha raggiunto la prima posizione della classifica Oricon dei singoli più venduti in Giappone, vendendo 257 670 copie. Il brano è stato utilizzato per la pubblicità di NTT DoCoMo "10th ANNIVERSARY".

## Tracce
CD Singolo TFCC-89040
1. Any
2. I'm sorry

## Classifiche
| Classifica (2002) | Posizione più alta |
| ----------------- | ------------------ |
| Giappone (Oricon) | 1                  |